# El ángel ebrio
El ángel ebrio (醉いどれ天使 Yoidore Tenshi?) es una película japonesa dirigida por Akira Kurosawa. Estrenada en 1946 es un drama social cuyos papeles principales están interpretados por Takashi Shimura y Toshirō Mifune. Considerada una de las primeras grandes obras de Kurosawa destaca por ser la primera de las dieciséis colaboraciones entre el realizador y el actor Toshiro Mifune.

## Sinopsis
Sanada, un médico maduro con un carácter muy peculiar, lleva a cabo una obstinada lucha contra las enfermedades y tiene por costumbre de consumir alcohol. Este hombre vive y trabaja en un barrio periférico del Tokio de postguerra. Allí coexisten la ley de la mafia y la de una democracia en formación. Su adicción al alcohol le sirve de válvula de escape a las desdichas y desolación que rodea su trabajo cotidiano.
Cierto día el doctor recibe a altas horas de la noche a un hombre que le solicita la curación de una herida en la mano que se hizo al golpearse con una puerta, para después aclarar que la puerta tenía un clavo. La sospecha que el doctor deja traslucir en sus facciones y gestos se concreta en poco tiempo al extraer de la mano una bala. El herido se llama Matsunaga y es un hombre joven con un carácter peculiar y miembro de la yakuza local. Tras extraer la bala y realizar otras comprobaciones sobre su salud Sanada descubre que Matsunaga tiene tuberculosis. A partir de ese diagnóstico empieza a construirse una difícil y tirante relación entre ambos en la que se alejan y se atraen con igual fuerza, reconociendo mutuamente su valía pero siendo incapaces de expresarlo con libertad.

## Reparto
- Takashi Shimura - Sanada
- Toshirô Mifune - Matsunaga
- Reisaburo Yamamoto - Okada
- Chieko Nakakita - Miyo
- Michiyo Kogure - Nanae
- Noriko Sengoku - Gin
- Eitarô Shindô - Takahama
- Taiji Tonoyama - Propietario de tienda
- Sachio Sakai - Guitarrista
- Choko Iida - Baya
- Katao Kawasaki - Propietario de floristería
- Yoshiko Kuga - Estudiante
- Shizuko Kasagi - Cantante
- Masao Shimizu - Oyabun
- Sumire Shiroki - Anego

## Análisis
El título de la película parecería referirse al doctor Sanada, un hombre dedicado a curar y enfrentar las enfermedades con una tenacidad y desinterés por la riqueza material admirables. Sin embargo, nuestro ángel no es perfecto, como casi todos los personajes de Kurosawa, sino un hombre más próximo a la realidad, es decir dotado de virtudes, pero poseedor también de vicios y capaz de cometer errores.
En este sentido, El ángel borracho es otra notable cátedra de valores morales en estado puro del maestro del séptimo arte Akira Kurosawa. Una obra que además de presentar un mensaje moral valiosísimo, también viene fuertemente cargada de los ricos matices que hacen a la vida. Desde la sencillez, Kurosawa alcanza en este film la complejidad y la profundidad de los temas que trata.
Aunque esté catalogado como una película dramática El ángel ebrio es una obra fuera del estereotipo de cualquier género. Junto al drama podemos ver la ambientación general y otros elementos característicos del film noir, notas de un inteligente humor, que no es humor negro, sino que cumple el papel de romper con la progresión depresiva del drama. Son frecuentes en la película los cambios bruscos de sucesos o situaciones pacíficas a situaciones violentas y de situaciones no conflictivas a otras difíciles de tratar.